# (1976) Kaverin
(1976) Kaverin (1970 GC) – planetoida z pasa głównego asteroid okrążająca Słońce w ciągu 3,68 lat w średniej odległości 2,38 j.a. Odkryta 1 kwietnia 1970 roku.